# Liste des batailles et des sièges de la guerre de Cent Ans
Liste des batailles et des sièges de la guerre de Cent Ans
Bien que surtout constituée de coups de main, d'embuscades, de chevauchées et de sièges, la guerre de Cent Ans a connu plusieurs grandes batailles qui sont ici listées dans l'ordre chronologique :

## Années 1330
- Bataille de Cadzand (9 novembre 1337)
- Campagne navale dans la Manche (mars 1338-octobre 1339)
- Bataille d'Arnemuiden (23 septembre 1338)
- Chevauchée d'Édouard III (20 septembre-23 octobre 1339)
- Siège de Cambrai (26 septembre-9 octobre 1339)

## Années 1340
- Bataille de l'Écluse (24 juin 1340)

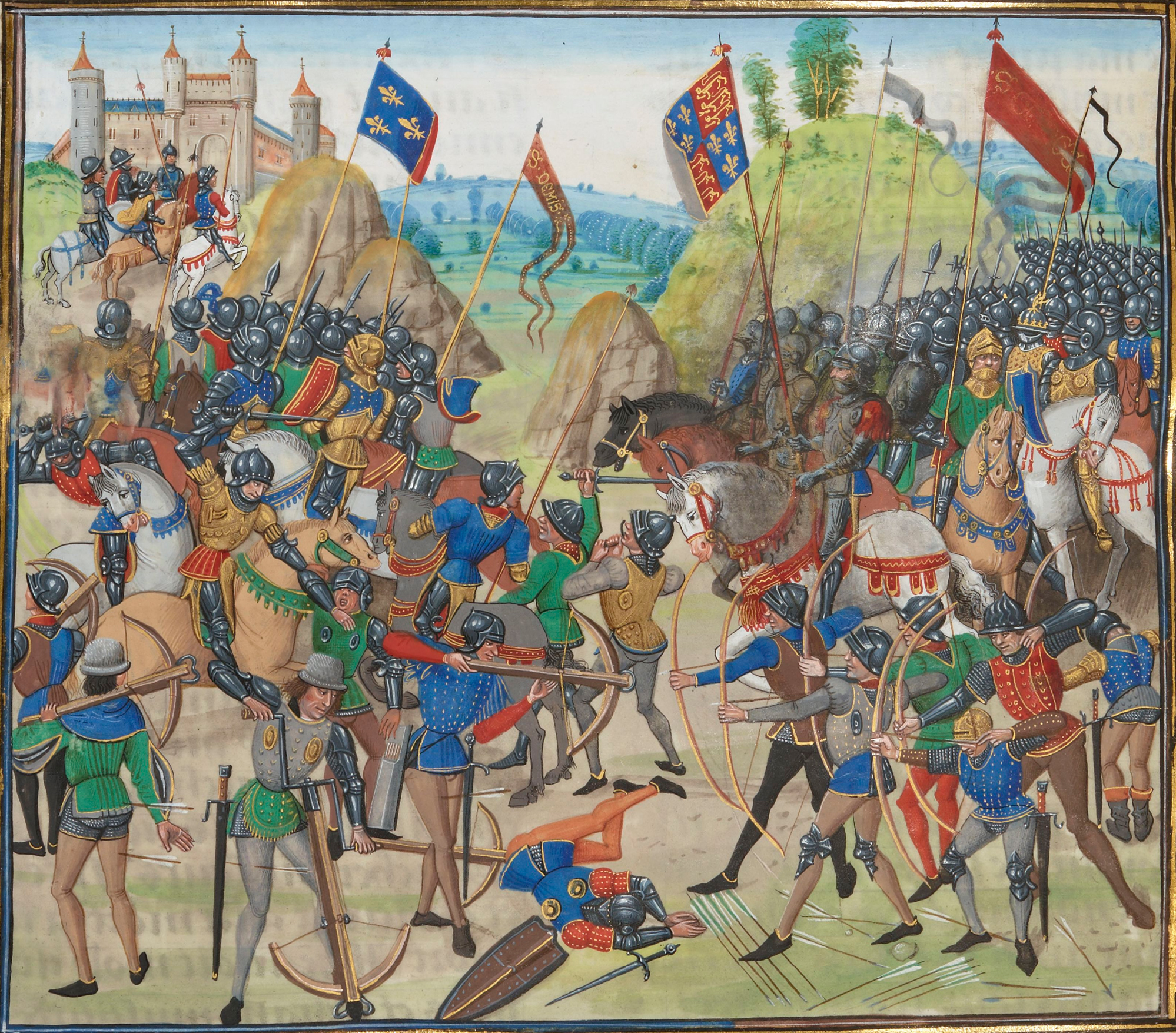
La Bataille de Crécy, enluminure des Chroniques de Jean Froissart

- Bataille de Saint-Omer (26 juillet 1340)
- Siège de Tournai (23 juillet-25 septembre 1340)
- Bataille de Champtoceaux (14-16 octobre 1341)
- Bataille de Quimperlé (avril 1342)
- Siège d'Hennebont (mai-juin 1342)
- Bataille de Brest (18 août 1342)
- Siège de Vannes (début 1342-19 janvier 1343)
- Bataille de Morlaix (19 septembre 1342)
- Bataille de Cadoret (17 juin 1345)
- Bataille de Bergerac (août 1345)
- Bataille d'Auberoche (21 octobre 1345)
- Bataille de Saint-Pol-de-Léon (9 juin 1346)
- Chevauchée d'Édouard III (2 juillet 1346-12 octobre 1347)
- Siège de Caen (26 juillet 1346)
- Bataille du gué de Blanquetaque (24 août 1346)
- Bataille de Crécy (26 août 1346)
- Siège de Calais (4 septembre 1346-3 août 1347)
- Bataille de Neville's Cross (17 octobre 1346)
- Bataille de La Roche-Derrien (18 juin 1347)
- Bataille de Lunalonge (été 1349)
- Bataille de Calais (31 décembre 1349-1er janvier 1350)

## Années 1350
- Bataille de L'Espagnols sur Mer (29 août 1350)
- Bataille de Saintes (1351)
- Siège de Saint-Jean-d'Angély (mars-7 août 1351)
- Combat des Trente (26 mars 1351)
- Bataille d'Ardres (6 juin 1351)
- Bataille de Mauron (14 août 1352)
- Bataille de Montmuran (10 avril 1354)
- Siège de Narbonne (8-10 novembre 1355)

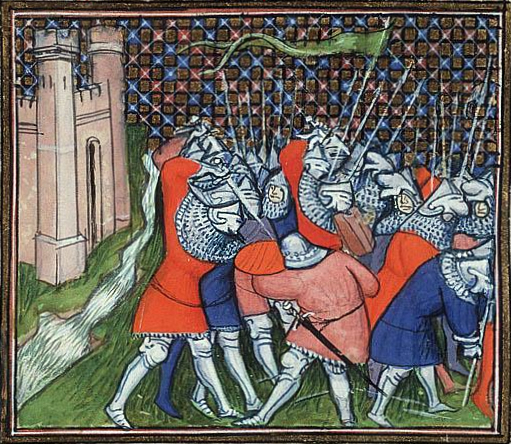
La bataille de Nogent en 1359 entre le général anglais Eustache D'Abrichecourt et les troupes du chevalier français Brocard de Fénestrange

- Chevauchée du Prince noir (10 octobre-9 décembre 1355)
- Chevauchée de Lancastre (juin-8 juillet 1356)
- Chevauchée du Prince noir (4 août-19 septembre 1356)
- Bataille de Romorantin (30 août-3 septembre 1356)
- Siège de Bury (1356-1365)
- Siège d'Onzain (1356-1380)
- Bataille de Poitiers (19 septembre 1356)
- Siège de Rennes (3 octobre 1356-30 juin 1357)
- Siège de Paris (18 avril-2 août 1358)
- Combats de Longueil-Sainte-Marie (juin 1358)
- Siège de Meaux (9 juin 1358)
- Combat de Pont-des-Carrières (13 juillet 1358)
- Bataille du Bois de Boulogne (22 juillet 1358)
- Bataille d'Amiens (16-17 septembre 1358)
- Siège de Saint-Valery (août 1358-29 avril 1359)
- Bataille de Nogent-sur-Seine (13 juin 1359)

## Années 1360
- Chevauchée d'Édouard III (28 octobre 1359-8 mai 1360)
- Siège de Reims (20 décembre 1359-11 janvier 1360)
- Attaque de Winchelsea (12-15 mars 1360)
- Siège de Paris (31 mars-12 avril 1360)

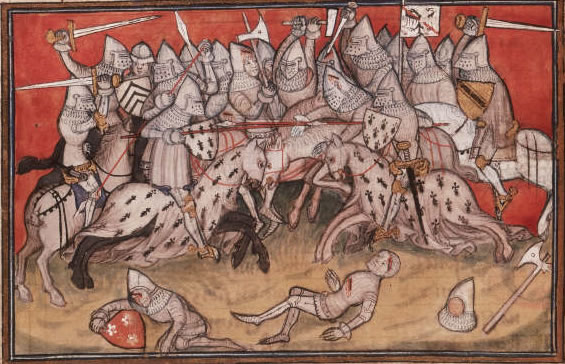
La bataille d'Auray, d'après la Chronique de Bertrand Du Guesclin par Cuvelier

- Siège de l'église fortifiée de Chastres (31 mars 1360)
- Siège de Chartres (13-14 avril 1360)
- Bataille de Briouze (1361)
- Bataille de Mortain (1362)
- Bataille de Livarot (1362)
- Bataille de Brignais (6 avril 1362)
- Bataille de Saint-Martin-de-Seez (1362)
- Siège de Rolleboise (mars-9 avril 1364)
- Siège de Mantes (7 avril 1364)
- Siège de Meulan (10-11 avril 1364)
- Bataille de Cocherel (16 mai 1364)
- Bataille d'Auray (29 septembre 1364)
- Bataille de Nájera (3 avril 1367)
- Bataille de Mondalazac (17 janvier 1369)
- Bataille de Montiel (14 mars 1369)
- Bataille de Lusignan (juin 1369)
- Siège de La Roche-Posay (juillet 1369)
- Chevauchée de Lancastre en 1369 (août 1369-septembre 1369)
- Siège de Saint-Savin-sur-Gartempe (31 décembre 1369)

## Années 1370

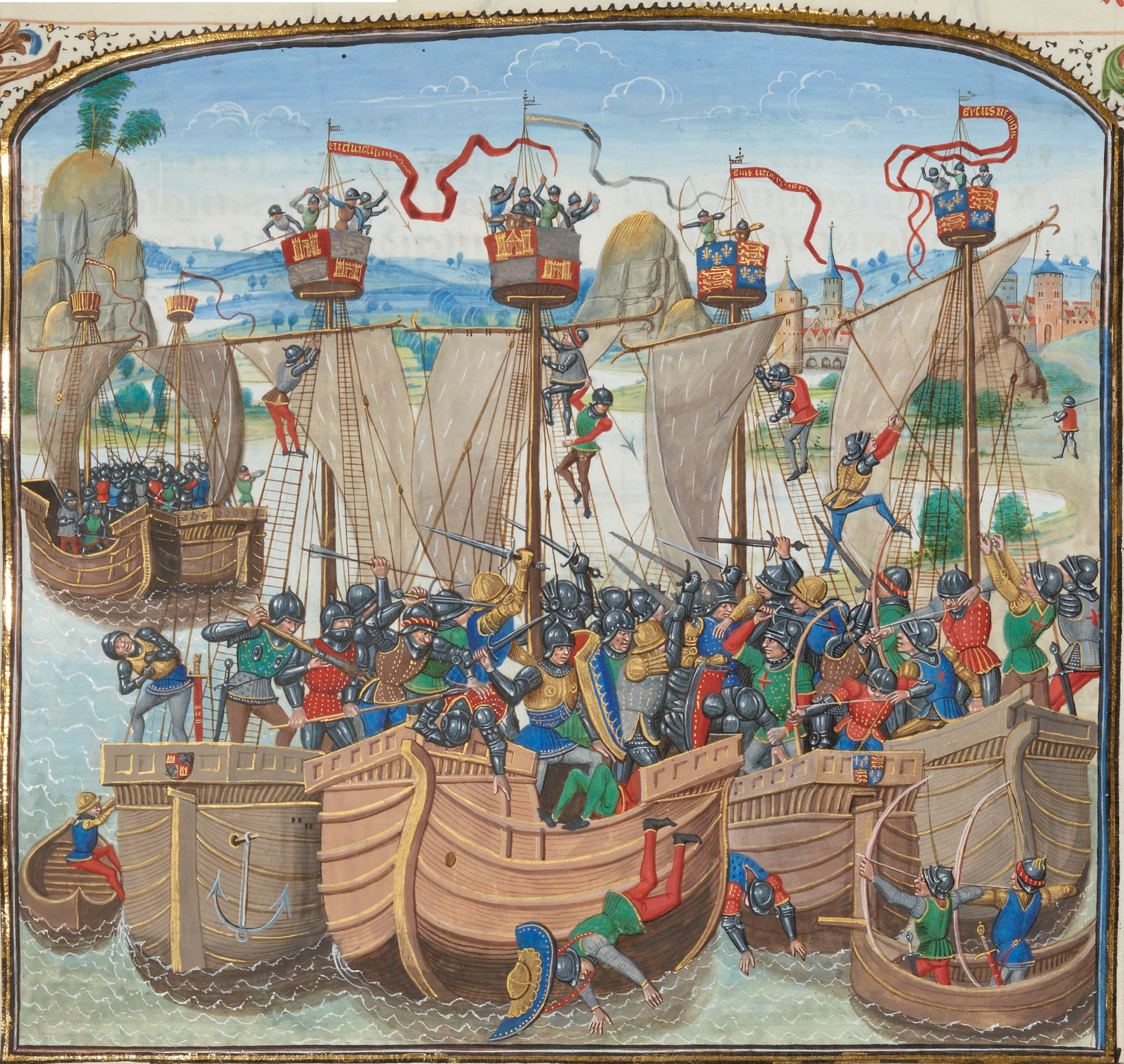
Bataille navale de La Rochelle (1372), Chroniques de Jean Froissart

- Combat du Pont de Lussac (1er janvier 1370)
- Chevauchée de Robert Knolles (juillet-5 décembre 1370)
- Sac de Limoges (19 septembre 1370)
- Siège de Paris (23 septembre 1370)
- Bataille de Pontvallain (4 décembre 1370)
- Siège de Guernesey (juin 1372)
- Bataille de La Rochelle (22 juin 1372)
- Siège de La Rochelle (22 juin-23 août 1372)
- Siège de Soubise (22 août 1372)
- Bataille de Chizé (21 mars 1373)
- Chevauchée de Lancastre (12 juin 1373-décembre 1373)
- Siège de Mauvezin (16-28 juin 1373)
- Siège de Bayonne (juin 1374)
- Raid sur Rye (29 juin 1377)
- Bataille de Lewes (juillet 1377)
- Bataille de l'île de Wight (21 août 1377)
- Bataille de Yarmouth (22 août 1377)
- Bataille d'Eymet (1er septembre 1377)
- Siège de Saint-Malo (14 août-septembre 1378)

## Années 1380
- Siège de Chaliers (20-26 juin 1380)
- Siège de Châteauneuf-de-Randon (28 février-14 juillet 1380)
- Raid sur Gravesend (août 1380)
- Siège de Nantes (8 novembre 1380-12 janvier 1381)
- Tournoi de Vannes (mars 1381)
- Bataille de Nevele (13 mai 1381)
- Passage de Comines (1382)
- Bataille de Roosebeke (27 novembre 1382)
- Croisade d'Henri le Despenser (21 décembre 1382-17 septembre 1383)
- Siège d'Ypres (8 juin-8 août 1383)
- Bataille de L'Écluse (12-14 mai 1385)
- Siège de Wark (juillet 1385)
- Bataille d'Aljubarrota (14 août 1385)
- Bataille de Margate (24 mars 1387)

## Années 1400
- Combat des Sept (19 mai 1402)
- Bataille du Raz de Saint Mahé (12 juillet 1403)
- Bataille de Brest (1404)
- Bataille de Blackpool Sands (avril 1404)
- Siège de Harlech (avril 1404)
- Siège de Caernarfon (avril 1404)
- Siège de Falmouth (novembre 1404)
- Bataille de L'Écluse (22 mai 1405)
- Raid contre Saint-Vaast-la-Hougue (2 juin-4 juillet 1405)
- Bataille de Milford Haven (7 août 1405)
- Siège de Haverford (août 1405)
- Siège de Tenby (août 1405)
- Siège de Carmarthen (août 1405)
- Bataille de Worcester (septembre 1405)
- Raid sur Jersey (septembre 1406)
- Siège de Lourdes (janvier 1406-12 octobre 1407)
- Bataille de l'île de Bréhat (15 septembre 1408)
- Siège de Vellexon (22 septembre 1409-22 janvier 1410)

## Années 1410
- Siège de Rethel (1411)
- Siège d'Étampes (23 novembre-15 décembre 1411)

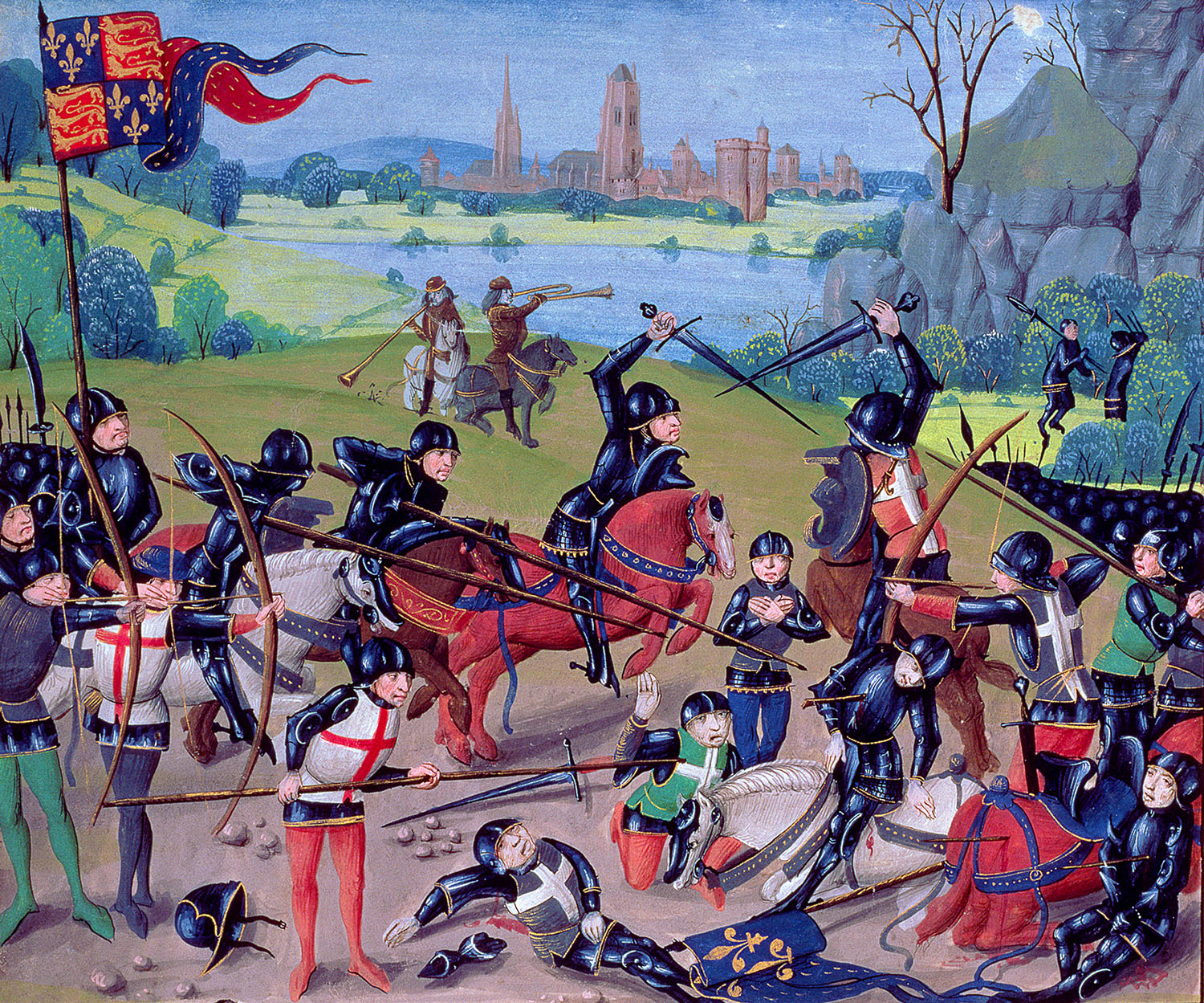
Bataille d'Azincourt, Chroniques de Saint-Alban de Thomas Walsingham, (XVe siècle)

- Bataille de Saint-Rémy-du-Plain (9 mai 1412)
- Siège de Bourges (11 juin-12 juillet 1412)
- Siège de Dreux (10-15 juillet 1412)
- Révolte des Cabochiens (27 avril-5 septembre 1413)
- Siège de Compiègne (31 mars-7 mai 1414)
- Siège d'Arras (20 juillet-4 septembre 1414)
- Siège d'Harfleur (18 août-15 septembre 1415)
- Bataille d'Azincourt (25 octobre 1415)
- Bataille de Valmont (9-11 mars 1416)
- Bataille de Chef-de-Caux (15 août 1416)
- Siège de Bonneville-sur-Touques (1er août-9 août 1417)
- Siège de Caen (18 août-19 septembre 1417)
- Siège de Falaise (1er décembre-15 février 1418)
- Siège de Senlis (2 février 1418-19 avril 1418)
- Siège de Rouen (29 juillet 1418-19 janvier 1419)
- Siège de Gisors (31 août 1419-11 septembre 1419)
- Siège du Château-Gaillard (9 décembre 1419)
- Bataille de La Rochelle (30 décembre 1419)

## Années 1420

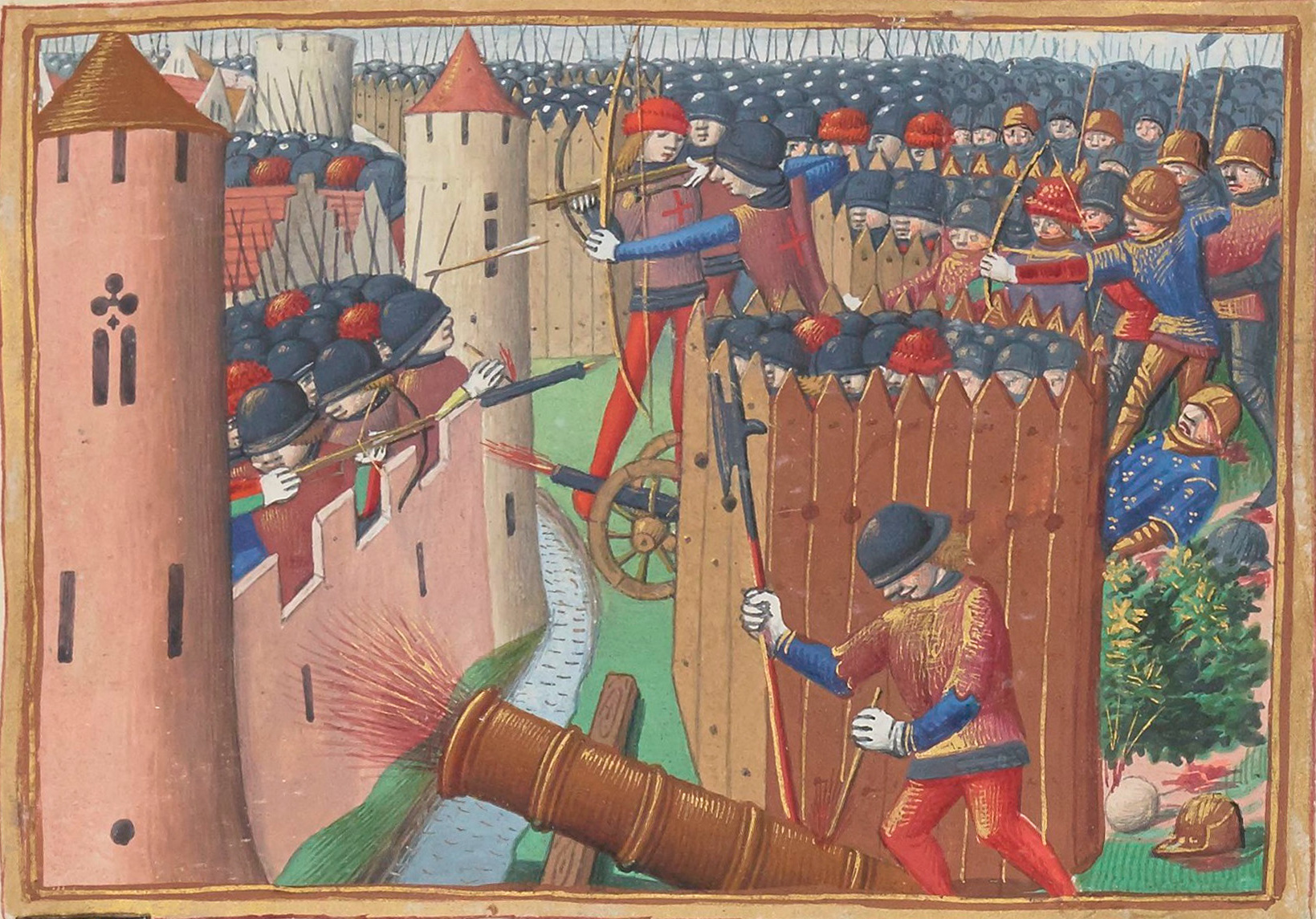
Le Siège d'Orléans miniature des Vigiles de la mort de Charles VII de Martial d'Auvergne, vers 1489

- Siège de Montereau-Fault-Yonne (16 juin-1er juillet 1420)
- Siège de Melun (7 juillet-17 novembre 1420)
- Prise de Paris (1420)
- Bataille de Baugé (22 mars 1421)
- Bataille de Mons-en-Vimeu (30 août 1421)
- Siège de Chantilly (octobre 1421)
- Siège de Meaux (6 octobre 1421-10 mai 1422)
- Bataille de Bernay (août 1422)
- Bataille de Cravant (31 juillet 1423)
- Bataille de la Brossinière (26 septembre 1423)
- Siège de Verneuil (15 août 1424)
- Bataille de Verneuil (17 août 1424)
- Bataille du Mont-Saint-Michel (16 juin 1425)
- Bataille de Saint-James (6 mars 1426)
- Siège de Montargis (15 juillet - 5 septembre 1427)
- Siège de Laval (13 mars 1428)
- Siège d'Orléans (12 octobre 1428-8 mai 1429)
- Journée des Harengs (12 février 1429)
- Bataille de Jargeau (10-12 juin 1429)
- Bataille de Meung-sur-Loire (15 juin 1429)
- Bataille de Beaugency (16 juin 1429)
- Bataille de Patay (18 juin 1429)
- Chevauchée vers Reims (26 juin-16 juillet 1429)
- Bataille de Montépilloy (15 août 1429)
- Siège de Paris (3-8 septembre 1429)
- Siège de Laval (25 septembre 1429)
- Siège de Saint-Pierre-le-Moûtier (octobre-4 novembre 1429)
- Siège de La Charité-sur-Loire (24 novembre-25 décembre 1429)

## Années 1430
- Siège de Torcy (janvier 1430)
- Siège de Château-Gaillard (1430)
- Siège de Compiègne (20 mai-28 octobre 1430)
- Siège de Clermont-en-Beauvaisis (juin 1430)
- Bataille d'Anthon (11 juin 1430)
- Bataille de Bulgnéville (2 juillet 1431)
- Siège de Lagny-sur-Marne (juillet-20 août 1432)
- Bataille de Gerberoy (9 mai 1435)
- Siège de Paris (printemps 1435-17 avril 1436)
- Siège de Calais (9-29 juillet 1436)

## Années 1440
- Siège de Tartas (31 août 1441-24 juin 1442)
- Siège de Dieppe (2 novembre 1442-15 août 1443)
- Siège du Mans(Mars 1448)
- Campagne de Normandie (1449-1450)

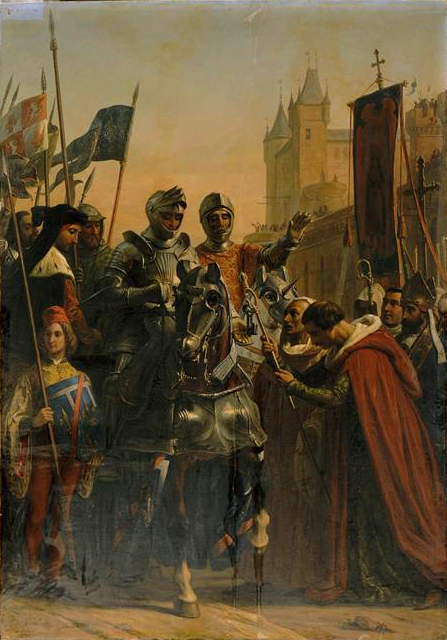
Dunois recevant les clefs de la cité après le siège de Bordeaux en 1451.

- Siège de Fougères (23 mars - 4 novembre 1449)
- Prise de Verneuil (19 juillet - août 1449)
- Siège de Rouen (19 - 29 octobre 1449)

## Années 1450
- Bataille de Formigny (15 avril 1450)
- Siège de Caen (juin 1450-1er juillet 1450)
- Bataille de la Male Jornade (1er novembre 1450)
- Prise de Bordeaux (30 juin 1451)
- Prise de Bordeaux (23 octobre 1452)
- Bataille de Martignas (25 juin 1453)
- Bataille de Castillon (17 juillet 1453)
- Siège de Bordeaux (13 août 1453-5 octobre 1453)